# ボア属
ボア属（ボアぞく、属名：Boa〈ボア〉）は、中部アメリカから南アメリカ大陸に分布するヘビの仲間。1758年に分類学の父ともよばれるカール・フォン・リンネが設立。ボア科の下位に位置する階級。

## ボア属を編成する種

### 現生種
ボア属を編成する現生種はボアコンストリクターとチュウベイボアの2種である。

#### ボアコンストリクター

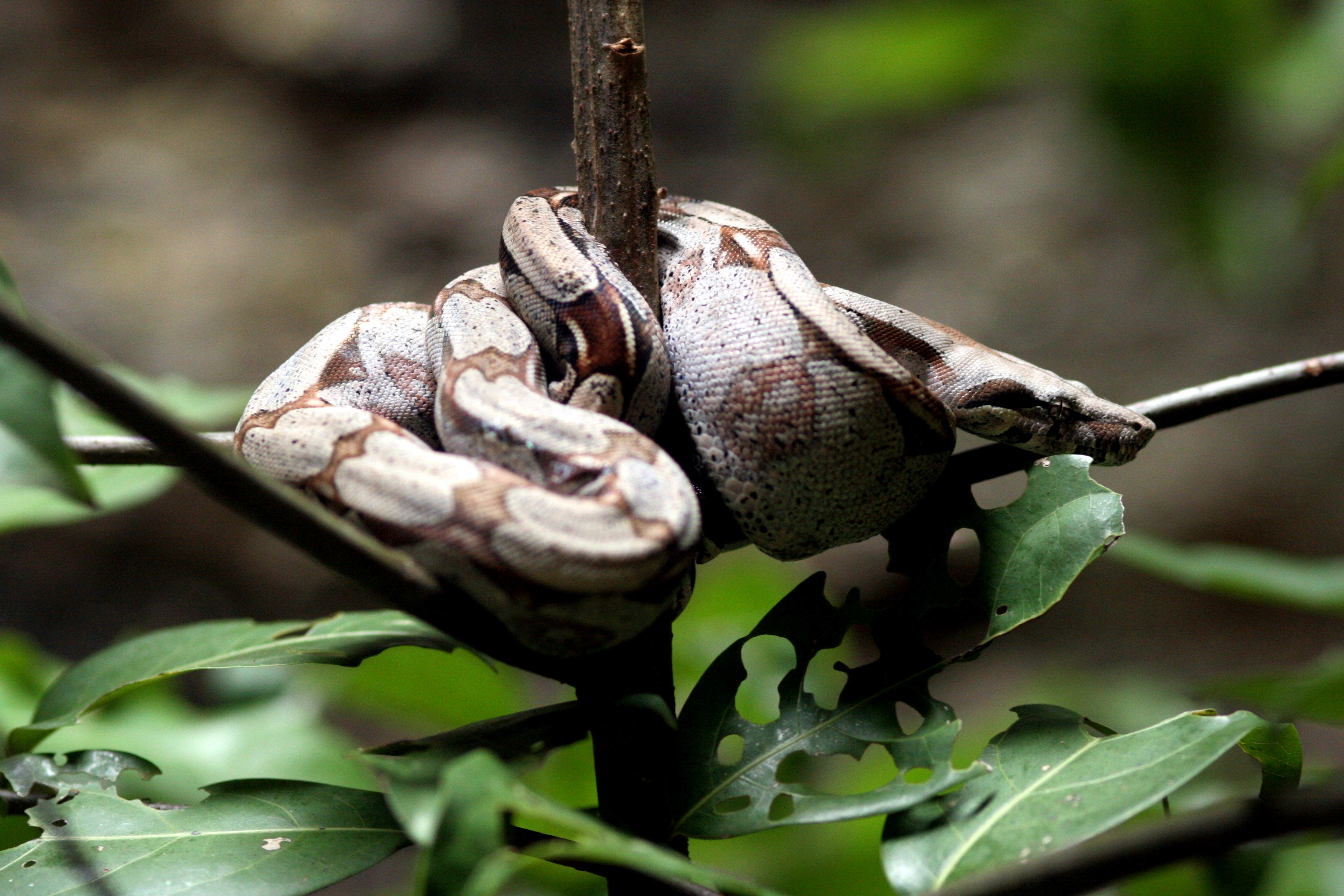
ボアコンストリクター
B. constrictor Linnaeus, 1758

学名：Boa constrictor Linnaeus, 1758

ボアコンストリクターは、アルゼンチン、エクアドル、グアテマラ、コロンビア、スリナム、トリニダード・トバゴ、パラグアイ、ブラジル、フランス領ギアナ、ペルー、ボリビアに分布する在来種。標高的な範囲は海抜から約2,000メートルにおよぶ。種小名の constrictor は、1758年のカール・フォン・リンネによる命名。
‍
熱帯や亜熱帯における多雨林、乾燥林、砂浜、サバンナ、マングローブの生える沼地、半乾燥した低木地帯、拠水林、湿地帯、二次林、人間の居住区周辺を含む、かなり多様な生息地に現れる。昼も夜も活動し、半樹上性だが、成体はしばしば地上で見つかっている。胎生動物である。大半は季節的な繁殖サイクルを持ち、南半球の夏季（1月〜2月）に卵黄形成を迎えるが、これは地域や亜種によって異なる。同腹子数は5～41匹のあいだでばらつきがあり、妊娠期間は4〜6か月である。オスは求愛中、1匹のメスの周りに集まることが多い。非クローン性だが父親のいない繁殖が報告されている。4歳以下で性成熟することはない。哺乳類、鳥類、ヘビ、トカゲを捕食する。全長は4メートル20センチにおよぶ。
‍

#### チュウベイボア

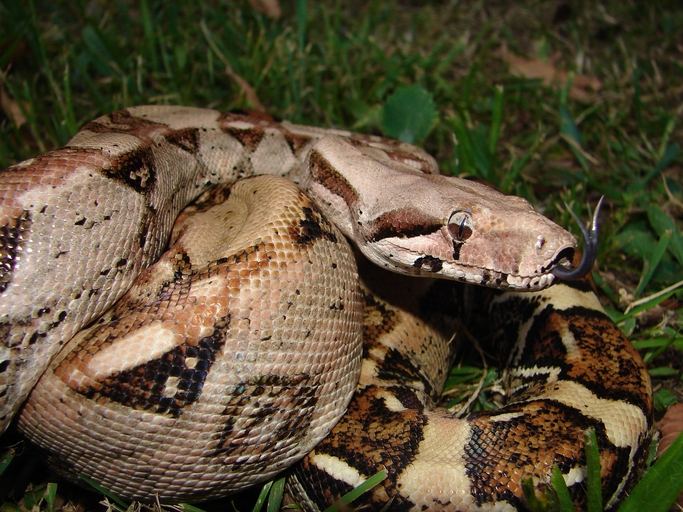
チュウベイボア
B. imperator Daudin, 1803

学名：Boa imperator Daudin, 1803

チュウベイボアは、エクアドル、エルサルバドル、グアテマラ、コスタリカ、コロンビア、ニカラグア、パナマ、ベリーズ、ホンジュラス、メキシコに分布する在来種。アメリカ領ヴァージン諸島のセント・クロイ島やアメリカのフロリダ州、メキシコのコスメル島に導入。標高的な範囲は海抜から約1,500メートル。種小名の imperator は、1803年のフランソワ・マリー・ドゥダンによる命名。
‍
砂漠の低地やサバンナ、耕作された田畑から熱帯乾燥林や熱帯多雨林、標高の高い雲霧林までの幅広い生息地に生息する。あらゆる森林の階層構造で見つかっている。島の形態は一般に多くが高木状である。トカゲや鳥類、アグーチなどの非飛翔性哺乳類やコウモリなどの飛翔性哺乳類を飲み込むことが知られている。中央アメリカでは一般に体長3メートルに達するが、諸島における成体の大きさは、隣接する本土のものより小さい。メキシコの個体も中央アメリカの個体より小さく、平均体長は1メートルから1メートル75センチである。すべての亜種においてオスよりもメスのほうが大きくて体重も重い。卵胎生動物であり、メスは一腹あたり平均17.8匹の幼体を産む。
‍

### 化石種
化石が発掘されているボア属の絶滅種を下記に示す。
学名：Boa blanchardensis Bochaton & Bailon, 2018
Boa blanchardensis（ボア・ブランカルデンシス）は、更新世（約12万年9,000年前〜約1万1,700年前）頃、現在のマリー・ガラント島に相当する地域に生息したボア属の一種。タイプ産地はカリブ海の西インド諸島にあるフランスのグアドループ。種小名の blanchardensis は、2018年のコランタン・ボシャトンとサルヴァドール・ベイロンによる命名。
‍
ボア属に関する資料（画像）
- Boa blanchardensis の胴椎骨 (Bochaton & Bailon, 2018)
- 小アンティル諸島におけるボア属の分布 (Bochaton & Bailon, 2018)